# Angelo Lopeboselli
Angelo Lopeboselli (Gavardo, 10 aprile 1977) è un ex ciclista su strada italiano, professionista dal 2000 al 2004. Non ottenne vittorie in carriera, il suo miglior risultato lo colse nel 2003 quando giunse secondo al Giro di Lombardia, battuto in volata da Michele Bartoli dopo una lunga fuga a due.

## Carriera
Da dilettante si mise in mostra come uomo da corse a tappe, arrivò infatti terzo nel 1997 al Giro della Valle d'Aosta e secondo nel 1999 al Giro d'Italia dilettanti.
Passò professionista con la squadra francese Cofidis nel 2000 e in questa stagione iniziale ottenne anche un piazzamento di rilievo, chiudendo al settimo posto il Grand Prix du Midi Libre.
I migliori risultati li raggiunse nel 2003, quando, sul finire di stagione, uscito con una buona condizione dalla Vuelta a España chiuse prima al terzo posto il Giro del Piemonte e poi al secondo posto il Giro di Lombardia. L'anno seguente, dopo aver firmato un contratto con la LPR Brakes-Ballan incappò in una stagione non positiva e decise di ritirarsi definitivamente.

## Palmarès
- 1998 (dilettanti, due vittorie)

Giro della Toscana dilettanti
6ª tappa Giro della Valle d'Aosta (Taninges > Le Praz de Lys)
- 1999 (dilettanti, due vittorie)

7ª tappa Giro d'Italia dilettanti (Felino > Langhirano)
9ª tappa Giro d'Italia dilettanti (Schio > Monte Sover)

## Piazzamenti

### Grandi Giri
- Vuelta a España

2003: 90º

### Classiche monumento
- Milano-Sanremo

2003: 75º
- Giro di Lombardia

2002: 16º
2003: 2º

### Competizioni mondiali
- Campionati del mondo

Valkenburg 1998 - In linea Under-23: 8º